# Something Special (Dolly Parton)
Something Special è il trentatreesimo album in studio della cantante statunitense Dolly Parton, pubblicato il 22 agosto 1995 dalla Columbia Records.

## Tracce
Testi e musiche di Dolly Parton tranne dove indicato.
1. Crippled Bird – 3:44
2. Something Special – 3:06
3. Change – 3:41
4. I Will Always Love You (con Vince Gill) – 3:17
5. Green-Eyed Boy – 3:53
6. Speakin' of the Devil – 3:15
7. Jolene – 3:42
8. No Good Way of Saying Good-Bye – 2:57
9. The Seeker – 3:03
10. Teach Me to Trust (Dolly Parton, Gene Golden) – 3:27